# Oliver Szymanski
Oliver Szymanski (* 27. Juli 1990 in Berlin) war ein deutscher Segler in der 470er-Klasse.

## Leben
Oliver Szymanski vom Joersfelder Segel-Club war ab 2013 als Nachfolger von Patrick Follmann Vorschoter von Ferdinand Gerz. Die beiden belegten bei den internationalen deutschen Meisterschaften 2013 den zweiten Platz, 2014 und 2015 gewannen sie den Titel. 
2015 belegten sie den vierten Platz beim World Cup in Hyères. Im gleichen Jahr gewannen die beiden den Titel bei den Europameisterschaften. Bei den Weltmeisterschaften kam die Crew 2015 auf den neunten Platz, 2016 erreichten sie den siebten Rang.
Ferdinand Gerz und Oliver Szymanski gehörten der deutschen Mannschaft für die Olympischen Spiele 2016 an. Bei der Olympischen Regatta belegten sie den elften Platz. 
Am 9. September 2016 gab die Mannschaft ihre Trennung bekannt.
Oliver Szymanski ist gelernter Kaufmann. Nach seiner Karriere hat er eine Ausbildung zum Physiotherapeuten erfolgreich abgeschlossen.